# Virginia Slims of Newport 1984
Virginia Slims of Newport 1984 — жіночий тенісний турнір, що проходив на відкритих трав'яних кортах Міжнародної тенісної зали слави в Ньюпорті (США). Належав до Світової чемпіонської серії Вірджинії Слімс 1984. Тривав з 30 липня до 5 серпня 1984 року. Перша сіяна Мартіна Навратілова здобула титул в одиночному розряді.

## Фінальна частина

### Одиночний розряд
Мартіна Навратілова —  Джиджі Фернандес 6–3, 7–6(7–3)
- Для Навратілової це був 8-й титул в одиночному розряді за сезон і 94-й — за кар'єру.

### Парний розряд
Анна-Марія Фернандес /  Пінат Луї-Гарпер —  Лі Антонопліс /  Беверлі Моулд 7–5, 7–6
- Для Фернандес це був 1-й титул за кар'єру. Для Луї-Гарпер це був 1-й титул за рік і 2-й - за кар'єру.